# Duretia
Duretia là một chi bọ cánh cứng trong họ 
Elateridae.
Chi này được miêu tả khoa học năm 1984 bởi Golbach.

## Các loài
Chi này có các loài:
- Duretia bruchi (Schwarz, 1904)